# Julius Hallervorden

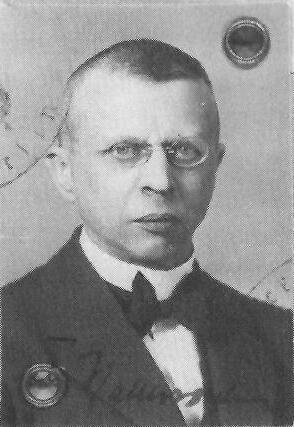
Julius Hallervorden (nach 1935; vom Wehrbezirkskommando II Berlin ausgestellter Ausweis)

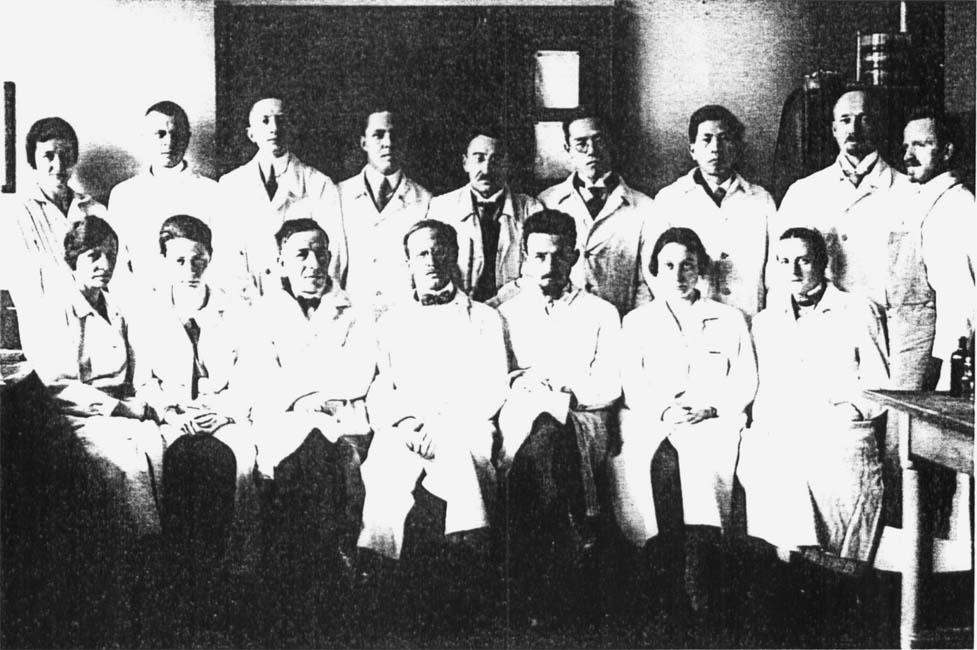
Walther Spielmeyer und seine Arbeitsgruppe 1927, Julius Hallervorden als zweiter von links in der hinteren Reihe

Julius Hallervorden (* 21. Oktober 1882 in Allenberg, Kreis Wehlau, Ostpreußen; † 29. Mai 1965 in Frankfurt am Main) war ein deutscher Arzt und Hirnforscher. In der Zeit des Nationalsozialismus arbeitete er am Kaiser-Wilhelm-Institut für Hirnforschung in Berlin-Buch. Nach Kriegsende war er am Nachfolgeinstitut, dem Max-Planck-Institut für Hirnforschung, beschäftigt.

## Leben
Julius Hallervorden war der Sohn des Psychiaters und späteren Direktors der Provinzial-Heil- und Pflegeanstalt Kortau Eugen Hallervorden (1853–1914), seine jüngere Schwester war die Lehrerin und Politikerin Margarete Hallervorden (1887–1972).
Er studierte von 1902 bis 1907 an der Universität Königsberg Medizin und wurde 1909 promoviert. Anschließend arbeitete er in einem Krankenhaus und machte 1918 das Kreisarztexamen. 1922 beschrieben Hallervorden und der Berliner Neuropathologe Hugo Spatz erstmals eine Krankheit, die zunächst Hallervorden-Spatz-Syndrom (HSS) genannt wurde. Dieses Eponym wird heute aufgrund der nationalsozialistischen Vergangenheit von Hallervorden und Spatz (siehe weiter unten) zunehmend nicht mehr verwendet. Die Erkrankung wird heute je nach Kontext und Symptomen Pantothenatkinase-assoziierte Neurodegeneration oder allgemeiner Neurodegeneration mit Eisenablagerung im Gehirn genannt.
1929 wurde Hallervorden Prosektor der Brandenburgischen Landesanstalten. An der Landesanstalt Potsdam war er von 1936 bis 1937 beschäftigt. Im Jahr 1938 wurde er Titularprofessor und war bis 1956 wissenschaftliches Mitglied, stellvertretender Direktor und Leiter der Histopathologischen Abteilung des Kaiser-Wilhelm-/Max-Planck-Instituts für Hirnforschung Berlin, das in den letzten beiden Kriegsjahren nach Dillenburg und nach Kriegsende schließlich nach Gießen verlagert wurde. Im Jahr 1940 wurde er Provinzialobermedizinalrat und Ehrendoktor von Gießen. Im Jahr 1960 wurde er zum Mitglied der Leopoldina gewählt.

### In der Zeit des Nationalsozialismus
Nach der „Machtergreifung“ der Nationalsozialisten wurde er 1933 förderndes Mitglied der SS. Im März des Folgejahres nahm er als Referent an einem erbbiologischen Kursus in der Berliner Charité teil. Am 15. Dezember 1937 beantragte er die Aufnahme in die NSDAP und wurde rückwirkend zum 1. Mai desselben Jahres aufgenommen (Mitgliedsnummer 5.703.452). Obwohl er nicht habilitiert war, ernannte ihn Adolf Hitler am 30. Januar 1938 zum Professor. 1939 wurde Hallervorden Leiter der Außenabteilung der Militärärztlichen Akademie.
Hitler stellte im Jahr 1939 eine Erlaubnis aus, die es Ärzten von da an freistellte, den „Gnadentod“ anzuwenden. Daraufhin wurden schätzungsweise etwa 185.000 Psychiatriepatienten im Gebiet des Deutschen Reichs ermordet, zuzüglich der Opfer in polnischen, sowjetischen und französischen Anstalten. Allein in der sogenannten Aktion T4 kamen zwischen Januar 1940 und August 1941 etwa 70.000 Psychiatriepatienten ums Leben. Mediziner hatten beklagt, dass die Einäscherung der Leichen ein „Verlust“ für die medizinische Forschung sei. Gehirne von getöteten Patienten gelangten daher zu Untersuchungszwecken in verschiedene Labors.
Zwischen 1940 und 1945 wurden am Kaiser-Wilhelm-Institut für Hirnforschung in Berlin etwa 700 Gehirne untersucht. Sie stammten von psychisch kranken und geistig behinderten Menschen. Mindestens in einem Fall entnahm Hallervorden einem Opfer selbst das Gehirn.
Am 29. April 1940 informierte man Hallervorden und andere Professoren offiziell über die Aktion T4. Das Deutsche Ärzteblatt schreibt im Rückblick, dass Hallervorden wahrscheinlich durch Hans Heinze schon früher über die Krankenmorde informiert wurde.
Am 15. Mai 1940 erhielt Hallervorden die ersten Gehirne von im Zuchthaus Brandenburg-Görden vergasten Kindern. Bis in den Herbst hinein gingen diese Lieferungen weiter. Am 28. Oktober 1940 wurden die letzten 56 Kinder und Jugendlichen in der NS-Tötungsanstalt Brandenburg vergast, mit Heinze und Hallervorden als Zeugen, der anschließend die Gehirne sezieren ließ. Die Gehirne von etwa 40 Kindern aus diesem Transport finden sich in der Sammlung Hallervorden.
Nach Herbst 1940 lieferte man an Hallervorden und Spatz Gehirne von „Euthanasie“-Opfern aus verschiedenen Anstalten: aus der Prosektur in Brandenburg-Görden, aus den Tötungsanstalten Bernburg und Sonnenstein, aus der Anstalt Leipzig-Dösen und anderen Anstalten. Mit Beginn der sogenannten Aktion T4 waren Gehirne von Erwachsenen darunter.
Hugo Spatz stellte im November 1940 einen informellen Antrag auf Gewährung eines Zuschusses in Höhe von
10.000 RM bei Max de Crinis: für die Untersuchungen des Abteilungsleiters Prof. Julius Hallervorden über die organischen Grundlagen des angeborenen Schwachsinns (aufgrund eines großen Materiales von Fällen von Idiotie). Der Antrag wurde weitergeleitet an die Deutsche Forschungsgemeinschaft (DFG), es kam zu finanzieller Unterstützung der Prosektur in der Tötungsanstalt Brandenburg durch die DFG.
Etwa im Mai 1941 gab Hallervorden eine vierwöchige Ausbildung an Ärzte, die eine Not-Approbation erhalten hatten. Einer seiner Schüler war der junge Heinrich Bunke, den er lehrte, medizinisch interessante Gehirne auszuwählen und zu präparieren. Am 8. Dezember 1942 schrieb Hallervorden in einem Rechenschaftsbericht: Weiterhin wurde ich in diesem Sommerkurs (sc. 1942) in die Lage versetzt, 500 Gehirne von geistig behinderten Personen zu präparieren, und sie für eine Untersuchung vorzubereiten.
Am 8. Mai 1944 schloss man die Abteilung Hallervordens wegen der Bombenangriffe auf die Reichshauptstadt. Die Abteilung wurde nach Dillenburg verlegt. Hallervorden gab an, bis zu diesem Zeitpunkt „697 Gehirne erhalten“ zu haben, „einschließlich derer, die ich einmal in Brandenburg selbst herausgenommen habe“.
Ein Aktenvermerk der Landesanstalt Görden vom Juli 1945 belegt, dass Hallervorden noch immer Material von Friederike Pusch aus der Prosektur in Brandenburg-Görden erhielt. Die Rote Armee hatte die Anstalt und das Land längst besetzt. Sein bis Ende Januar 1945 dort beschäftigter Assistent Werner-Joachim Eicke leistete ab Februar 1945 Kriegsdienst.

### Nach 1945

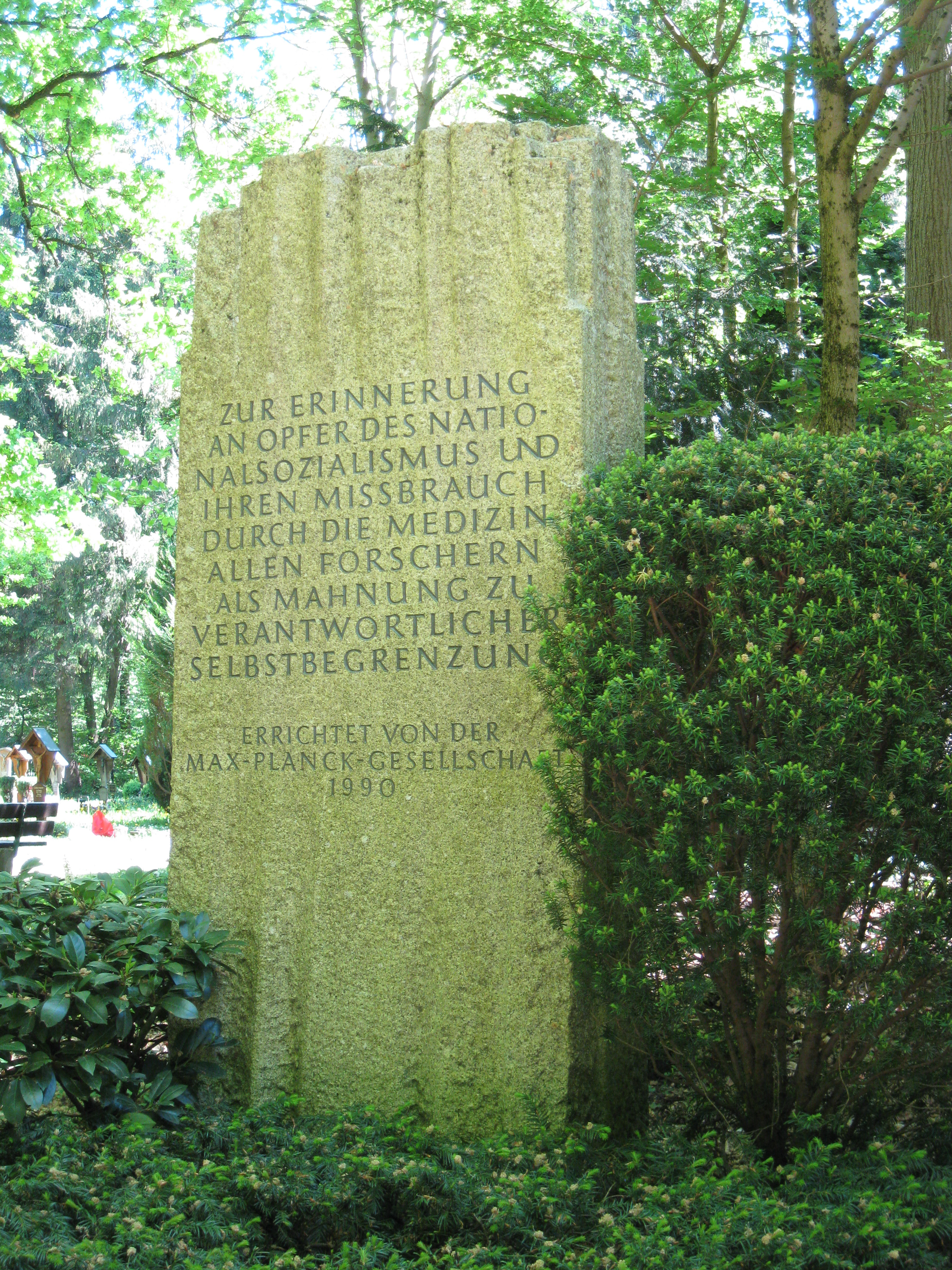
Gedenkstein für die „Euthanasie“-Opfer auf dem Waldfriedhof München, 1990

Hallervordens Name fiel bereits 1946 beim Nürnberger Ärzteprozess und stand 1947 im Namensverzeichnis der zweiten Ausgabe des Berichtes der Deutschen Ärztekommission beim Amerikanischen Militärgericht I in Nürnberg. Dessen ungeachtet arbeitete Hallervorden ab 1949 als Abteilungsleiter am Max-Planck-Institut für Hirnforschung in Gießen. 1956 wurde er mit dem Großen Bundesverdienstkreuz ausgezeichnet, 1962 erhielt er die Ehrendoktorwürde. Er starb am 29. Mai 1965 im Alter von 82 Jahren an Blasenkrebs.
In einem Artikel vom 15. September 2007 (S. 17) schreibt die Süddeutsche Zeitung:
„Als Fehler hat Hallervorden auch nach 1945 sein Tun nie gesehen. In einem Brief an den Präsidenten des Internationalen Gerichtshofs in Nürnberg vom 11. Februar 1946 heißt es: ‚Mit dem Verfahren der Euthanasie habe ich niemals das Geringste zu tun gehabt, ich habe es stets verurteilt und würde, wenn ich damals noch Irrenarzt gewesen wäre, mein Amt niedergelegt haben, jedenfalls glaubte ich darum moralisch nicht schlechter dazustehen, als ein Anatom, der sich um den Körper eines Hingerichteten bemüht, weil er möglichst frisches Untersuchungsmaterial braucht.“
Hallervordens Untersuchungsproben, inklusiv der Gehirne, wurden im Hirnforschungsinstitut in Frankfurt verwendet, um zu forschen. Erst 1990 wurden sie auf dem Waldfriedhof in München beigesetzt.

## Rezeption
Zwischen 1939 und 1944 wurden in den Abteilungen von Hallervorden und Spatz 1179 Gehirne untersucht. Jürgen Peiffer gelangte im Jahr 2000 zu dem Ergebnis, dass 707 Gehirne sicher oder wahrscheinlich von Opfern der Krankenmorde in der Zeit des Nationalsozialismus stammten.
Carola Sachse war ab April 2000 die Leiterin des Forschungsprogramms der Max-Planck-Gesellschaft zur Geschichte der Kaiser-Wilhelm-Gesellschaft im Nationalsozialismus. Die Historikerin sagt zur späten Auseinandersetzung mit der Vergangenheit:
„Manche fürchteten um den Ruf […]. Erst recht gilt dies, wenn die professionellen Verbindungen eines Julius Hallervorden oder eines Hugo Spatz zu den Euthanasie-Morden zur Sprache kamen; beide waren noch bis 1956 und 1960 als Hirnforscher in der Max-Planck-Gesellschaft tätig. Die Überzeugung, daß die Gesellschaft in der internationalen Öffentlichkeit besser dasteht, wenn sie sich vorbehaltlos mit ihrer Vergangenheit auseinandersetzt, statt sie zu verschweigen, setzt sich erst in jüngster Zeit durch.“
Am 10. Mai 2017 gab die Justus-Liebig-Universität in Gießen bekannt, dass sie Hallervorden posthum die verliehene Ehrendoktorwürde der Universität aberkennt. Dieser Schritt wird als längst überfällig erachtet, da Hallervordens Verwicklung in die Euthanasie historisch eindeutig belegt ist (s. o.).

## Schriften
- Sammlung von Sektionsberichten und zum Teil Krankengeschichten. Fotos und Korrespondenz (1933–1944).[1]